# رسلان تاراموف
رسلان تاراموف (بالروسية: Тарамов, Руслан Ихванович)‏ (مواليد 13 يوليو 1965) هو ملاكم روسي، مثّل بلاده في الألعاب الأولمبية الصيفية 1988.

## روابط خارجية
رسلان تاراموف على موقع بوكس ريك (الإنجليزية) (registration required)
- رسلان تاراموف على موقع أوليمبيديا (الإنجليزية)